# Dolce stil novo
Dolce stil novo (el. dolce stil nuovo, 'den nye søde stil' ; også stilnovismo, 'stilnovisme') var en litterær bevægelse i Italien i 12- og 1300-tallet der ikke blev skrevet på latin, men på toskansk som fik forrang frem for andre dialekter og med tiden blev accepteret i størstedelen af det italiensktalende område som korrekt sprog.
Kvindens rolle var central i bevægelsen, og stilen havde kærligheden som tema.
Guido Guinizzellis digt Al cor gentil rempaira sempre amore regnes for det ældste udtryk, men mere berømte repræsentanter er Dante Alighieri og Francesco Petrarca.
Guinizzelli påvirkede Dante Alighieri, som skriver om stilen i La Divina Commedia, Purgatorio XXVI.